# Огдоад (староегипатски)
Огдоад у египатској митологији, (стгрч. ὀγδοάς„осмоструки”; множина нисба од ḫmnw „осам“) је представљало осам изворних божанстава која су обожавана у Хермополису.
Најраније извесно спомињање Огдоада је из Осамнаесте династије, у посветном натпису Хатшепсут у Спеос Артемидос.
Текстови из касног староегипатсског периода описују их као божанства која имају главе жаба (мушке) и змије (женске), а често су на овај начин приказане на рељефима последње династије, Птолемејског краљевства.

## Имена
Осам божанстава било је распоређено у четири мушко-женска пара. Имена имају иста значења и разликују се само по завршетцима.
| W24 · W24 · W24 · N1 | N35A | A40 |

| W24 · W24 · W24 · N1 | N35A | A40 |

| W24 · W24 · W24 · N1 | N35A | X1 · H8 | B1 |

| W24 · W24 · W24 · N1 | N35A | X1 · H8 | B1 |

| V28 | V28 | G43 | A40 |

| V28 | V28 | G43 | A40 |

| V28 | V28 | G43 | X1 · H8 | B1 |

| V28 | V28 | G43 | X1 · H8 | B1 |

| V31 · V31 | y | G43 | N2 | A40 |

| V31 · V31 | y | G43 | N2 | A40 |

| V31 · V31 | y | G43 | N2 | X1 · H8 | B1 |

| V31 · V31 | y | G43 | N2 | X1 · H8 | B1 |

| W11 · r | V28 | D41 | A40 |

| W11 · r | V28 | D41 | A40 |

| W11 · r | V28 | D41 · X1 · H8 | B1 |

| W11 · r | V28 | D41 · X1 · H8 | B1 |

## Особине
Имена Ну и Наунет исписана су одредницама за небо и воду и чини се јасним да представљају исконске воде.
Хеху и Хехут немају лако препознатљиве одреднице; према предлогу Бругша (1885), имена су повезана са термином за недефинисан или бесконачан број, хех, што сугерише концепт сличан грчком аеон. Међутим, из контекста бројних одељака у којима се помињу Хеху и Хехут, Бругш је такође указује да имена могу бити персонификација атмосфере између неба и земље (уп. Шу).
Имена Кекуи и Кекуит су написана детерминатором који комбинује хијероглиф неба са штапом или жезлом који се користи за речи које се односе на таму и скривеност, што сугерише да ови богови представљају првобитну таму, упоредиву са грчким Еребом, док у одређеним аспектима изгледа да представљају дан и ноћ, или промену из ноћи у дан и из дана у ноћ.
Четврти пар нема доследне особине јер се појављује са различитим именима; понекад се име Керх замењује са Ни, Нену, Ну или Амун, а име Керхет са Енит, Ненуит, Нуну, Нит или Амунет. Уобичајено значење керх је „ноћ“ али такође сугерише принцип неактивности или мировања.
Не постоји очигледан начин да се четири пара божанстава додељују или приписују четири функције, и чини се јасним да „сами древни Египћани нису имали јасну представу“ о таквим функцијама. Без обзира на то, било је покушаја да се ова четири пара додељују „четири онтолошка концепта“  .